# Trachypithecus barbei
Il presbite del Tenasserim (Trachypithecus barbei (Blyth, 1847)) è un primate catarrino della famiglia dei cercopitecidi; in particolare fa parte della tribù dei Presbytini, comprendente le specie asiatiche della sottofamiglia Colobinae.

## Distribuzione e habitat
Questi animali vivono nell'omonima regione della penisola malese, politicamente compresa fra Myanmar e Thailandia, dove vivono nella foresta pluviale.

## Descrizione
Il pelo è grigio-nerastro sul dorso e sugli arti e più chiaro sul ventre: la faccia è di colore nero con riflessi violacei, mentre attorno agli occhi sono presenti due cerchi bianchi che lo fanno rassomigliare al presbite dagli occhiali (Trachypithecus obscurus). Sulla testa è presente una caratteristica cresta.

## Biologia
Molto poco si sa delle abitudini di vita di questi animali: si suppone che si tratti di animali diurni ed arboricoli, che vivono in gruppi ed hanno dieta comprendente prevalentemente foglie, ma anche frutti e fiori.